# Георгиј Паро
Георгиј Паро (Чачак, 12. април 1934 — Загреб, 4. мај 2018) био је југословенски и хрватски позоришни редитељ и универзитетски професор.

## Биографија
Дипломирао је филозофију и англистику на Филозофском факултету у Загребу (1961) и позоришну режију на Академији драмске умјетности (1965) у Загребу.
Радио је као редатељ на Радио Загребу (1956–57), драматург у Зора филму (1957–59), редитељ у загребачком ХНК-у (1959–72; 1984–86), драматург у загребачкој Комедији (1976–84).
Он је био редовни професор (од 1985) на Академији драмске умјетности у Загребу.
Од 1987. Паро је умјетнички савјетник Јадран филма у Загребу, умјетнички директор позоришних фестивала Дубровачке љетне игре и Стеријино позорје те интендант Хрватског народног казалишта у Загребу (1992–2002).
Режирао више од 150 представа у Хрватској. У иностранству је посебно режирао у САД (Kansas University, University of California Santa Barbara и University of California San Diego, Pomona College Clareont) и Словенији.
Паро је такође режирао неколико опера.
Поред рада у позоришту, режирао је неколико телевизијских филмова.
Георгиј Паро припада генерацији постгавелијанских позоришних редитеља.

## Награде
- Стеријина награда за режију[4]
- Награда „Владимир Назор”[4]
- Награда „Дубравко Дујшин”[4]
- Ред Данице хрватске са ликом Марка Марулића[5]
- Награда града Загреба, 1959.[2]
- Награда МЕСС-а 1972.[2]
- Назорова награда, 1973.[2]
- Награда Хрватског друштва драмских уметника за уметничко деловање 2009.[2]

## Дела
- Из праксе (1981)[4]
- Made in USA (1990)[4]
- Theatralia disjecta (1995)[4]
- Разговор с Милетићем (1999)[4]
- Поспремање (2010)[4]

## Филмографија
- На крај пута
- Кризантема
- Аретеј
- Чешаљ

## Одабрана театрографија
- На дну, 22.10.1974, Нови Сад, Српско народно позориште[6]
- Грбавица[1]
- Догађај у граду Гоги[1]
- Живот Едуарда II[1]
- У агонији[1]
- Маскерата[1]
- Господа Глембајеви[1]
- Банкет у Блитви[1]
- Заставе[1]
- Повратак Филипа Латиновића[1]
- Ратни дневници[1]
- Чини баруна Тамбурлана[1]
- Граничари[1]
- Мало па ништа[1]
- Херакло[1]
- На крају пута[1]
- Глорија[1]
- Свога тела господар[1]
- Политичко вјенчање[1]
- Господар сјена[1]
- Осман[1]